# Irving Saladino
Irving Jahir Saladino Aranda (Colón, 23 de janeiro de 1983) é um atleta panamenho. Campeão mundial e olímpico, tendo conquistado o primeiro ouro do Panamá em Jogos Olímpicos.
No Campeonato Mundial de Atletismo Indoor de 2006, em Moscou, conquistou a prata com um novo recorde sul-americano (8,29 metros). Ainda em 2006, conquistou cinco das seis etapas da Liga de Ouro de Atletismo, conquistando um prêmio de 83.333 dólares. Sua marca de 8,56 conseguida em maio o fez permanecer como recordista sul-americano.
Em 2007, Saladino conseguiu duas vitórias no Rio de Janeiro: em maio, no Grande Prêmio Brasil de Atletismo, e em julho, nos Jogos Pan-americanos.
Em 30 de agosto do mesmo ano, Saladino se tornou campeão mundial, com a marca de 8,57 m, superando o italiano Andrew Howe por dez centímetros.
Nos Jogos Olímpicos de Verão de 2008, Saladino fez história ao conquistar a primeira medalha de ouro do Panamá, com a marca de 8,34 m.

## Conquistas
| Ano  | Torneio                  | Local                   | Resultado | Resultado   |
| ---- | ------------------------ | ----------------------- | --------- | ----------- |
| 2003 | Campeonato Sul-Americano | Barquisimeto, Venezuela | 3º        | 7,46 m      |
| 2006 | Mundial Indoor           | Moscou, Rússia          | 2º        | 8,29 m      |
| 2007 | Jogos Pan-Americanos     | Rio de Janeiro, Brasil  | 1º        | 8,28 m      |
| 2007 | Mundial                  | Osaka, Japão            | 1º        | 8,57 m      |
| 2008 | Jogos FBK                | Hengelo, Países Baixos  | 1º        | 8,73 m (AR) |
| 2008 | Jogos Olímpicos          | Pequim, China           | 1º        | 8.34 m      |